# Dynamena bilamellata
Dynamena bilamellata är en nässeldjursart som beskrevs av Watson 2000. Dynamena bilamellata ingår i släktet Dynamena och familjen Sertulariidae. Inga underarter finns listade i Catalogue of Life.